# Tagine

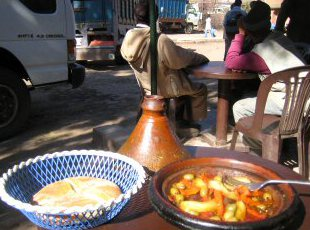
Um tagine em Marraquexe.

O tagine (em árabe: طاجين ; em francês: tajine ou tagine) é um prato tradicional típico de diversos países do norte de África, sobretudo de Marrocos, onde se originou. Consiste em um cozido ou guisado de legumes, geralmente com carne (principalmente frango ou cordeiro), embora também existam tagines vegetarianos. Tagine é igualmente o nome da panela especial utilizada na sua confecção, que é feita com barro cozido, pintado ou envernizado. Esta resiste a temperaturas elevadas de cozimento e é dotada de uma tampa característica, em formato de cone (porém com uma pega no topo), concebida de forma a que todo o vapor condensado volte para o fundo da panela. O alimento é frequentemente servido na própria panela, deixando-se de lado a tampa cônica e mantendo o alimento na base.

## Características

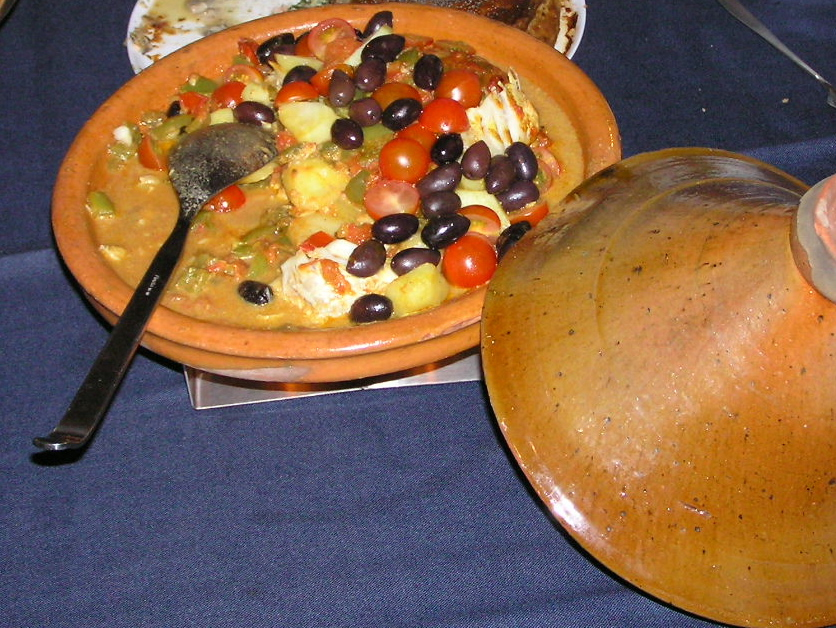
Um tagine com azeitonas

Os pratos de tagine são cozidos lentamente, a temperaturas baixas, com vegetais aromáticos e molho. Desse processo, resulta - nos casos em que se usam carnes, em geral de frango ou de cordeiro - uma carne tenra, soltando-se dos ossos. A tampa da panela de tagine possui uma espécie de maçaneta no topo, que facilita a sua remoção. Durante o cozimento, a tampa pode ser levantada sem a ajuda de pegas, permitindo ao cozinheiro verificar os ingredientes, adicionar vegetais, mexer e adicionar água, caso seja necessário, etc.

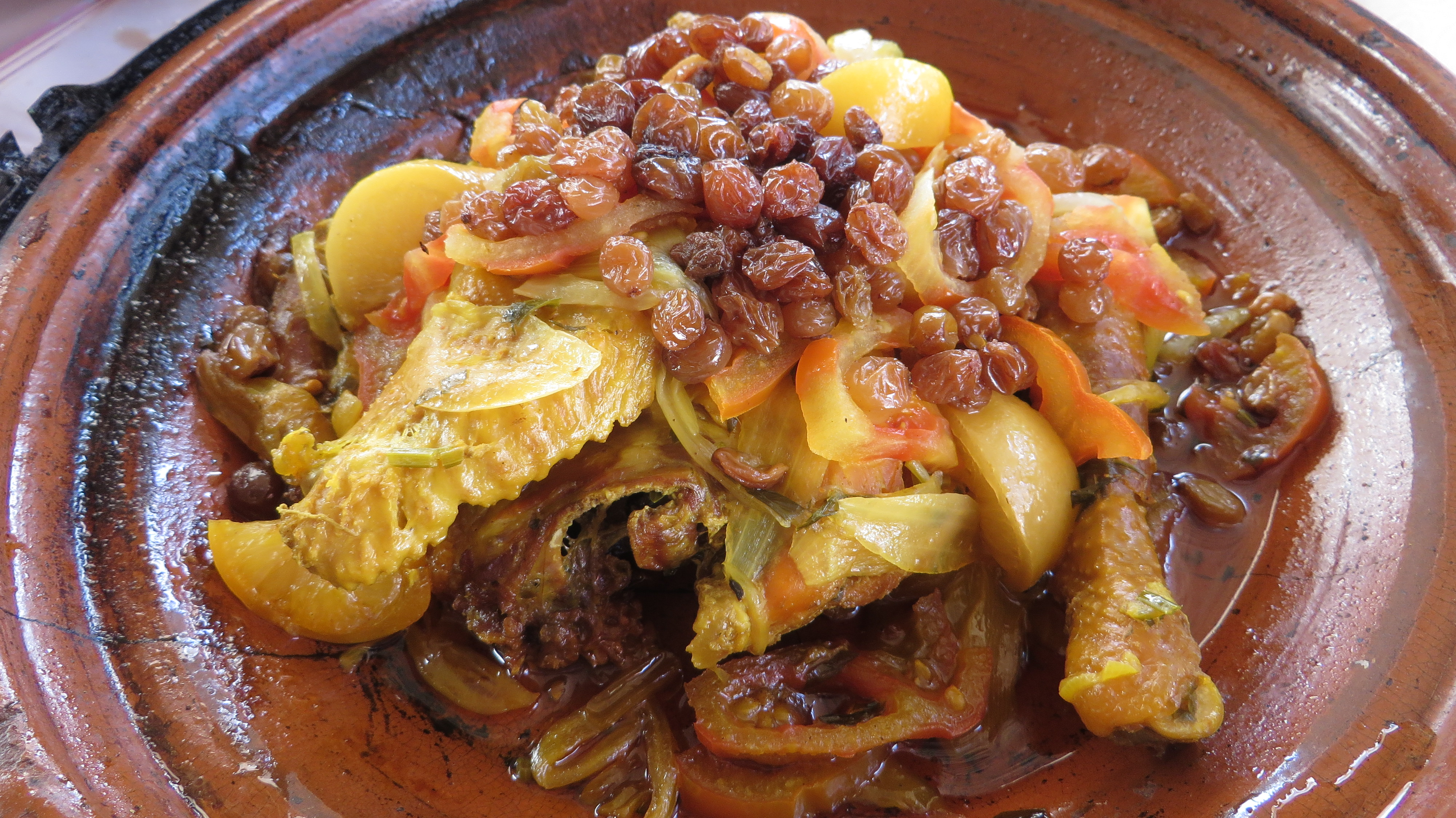
Um tagine de frango agridoce

Alguns dos tipos de tagines mais famosos são o mqualli (frango e citrinos), o kefta (almôndegas e tomate) e o mrouzia (borrego, passas e amêndoas), mas há tagines com todo tipo de ingredientes, incluindo tagines de atum ou de camarão.
Os tagines são também preparados com ingredientes como peixe, pombo, carne de vaca, frutos secos, azeitonas e vegetais. São temperados tradicionalmente com canela, açafrão, gengibre, alho, cominhos e pimenta.
Existem ainda receitas ocidentais para os tagines. Estas podem conter ossobuco, borrego e pernas de peru, com temperos de inspiração francesa e italiana, para além de outros. Recentemente, foram criadas panelas de tagine com base metálica, por fabricantes europeus. Estas podem ser colocadas directamente sobre o lume de um fogão.